# Шандрівська сільська рада (Миронівський район)
Ша́ндрівська сільська́ ра́да — адміністративно-територіальна одиниця та орган місцевого самоврядування в Миронівському районі Київської області. Адміністративний центр — село Шандра.

## Загальні відомості
Шандрівська сільська рада утворена в 1918 році.
- Територія ради: 95 км²
- Населення ради: 1 023 осіб (станом на 2001 рік)

## Населені пункти
Сільській раді підпорядковані населені пункти:
- с. Шандра

## Склад ради
Рада складається з 16 депутатів та голови.
- Голова ради: Шевченко Сергій Іванович
- Секретар ради: Манзик Світлана Іванівна

### Керівний склад попередніх скликань
| Прізвище, ім'я, по батькові | Основні відомості                                                                       | Дата обрання | Дата звільнення |
| --------------------------- | --------------------------------------------------------------------------------------- | ------------ | --------------- |
| Шевченко Сергій Іванович    | Сільський голова, 1967 року народження, член Народної партії                            | 26.03.2006   | 31.10.2010      |
| Шевченко Сергій Іванович    | Сільський голова, 1958 року народження, освіта середня спеціальна, член Партії регіонів | 31.10.2010   |                 |

Примітка: таблиця складена за даними сайту Верховної Ради України

### Депутати
За результатами місцевих виборів 2010 року депутатами ради стали:

#### За суб'єктами висування
| Суб'єкт висування                                       | Кількість обраних депутатів | %    |
| ------------------------------------------------------- | --------------------------- | ---- |
| Самовисування                                           | 9                           | 56,3 |
| Політична партія Всеукраїнське об'єднання «Батьківщина» | 4                           | 25   |
| Партія регіонів                                         | 3                           | 18,8 |

#### За округами
| № округу                                                | Прізвище, ім'я, по батькові      | Дата визнання обраним | Освіта             | Партійна приналежність                        | Відомості про обраного депутата                |
| ------------------------------------------------------- | -------------------------------- | --------------------- | ------------------ | --------------------------------------------- | ---------------------------------------------- |
| Партія регіонів                                         |                                  |                       |                    |                                               |                                                |
| 1                                                       | Манзик Світлана Іванівна         | 04.11.2010            | середня спеціальна | позапартійна                                  | Шандрівська сільська рада, секретар            |
| 13                                                      | Куреня Людмила Іванівна          | 04.11.2010            | середня            | позапартійна                                  | Шандрівська загальноосвітня школа, повар       |
| 15                                                      | Лисокобиленко Олександр Іванович | 04.11.2010            | вища               | позапартійний                                 | АТП ЗАТ НВФ «Урожай», сторож                   |
| Політична партія Всеукраїнське об'єднання «Батьківщина» |                                  |                       |                    |                                               |                                                |
| 5                                                       | Шупер Ольга Вікторівна           | 04.11.2010            | середня спеціальна | позапартійна                                  | Шандрівська сільська амбулаторія, медсестра    |
| 6                                                       | Мельник Юлія Вікторівна          | 04.11.2010            | середня спеціальна | позапартійна                                  | Шандрівська сільська амбулаторія, медсестра    |
| 7                                                       | Підвальна Оксана Олексіївна      | 04.11.2010            | середня спеціальна | член Всеукраїнського об'єднання «Батьківщина» | с. Шандра відділення зв'язку, листоноша        |
| 11                                                      | Гомонець Зоя Василівна           | 04.11.2010            | середня спеціальна | член Всеукраїнського об'єднання «Батьківщина» | ЗАТ НВФ «Урожай», завідувач складу             |
| Самовисування                                           |                                  |                       |                    |                                               |                                                |
| 2                                                       | Пайда Ігор Миколайович           | 04.11.2010            | середня            | позапартійний                                 | ФТП ЗАТ НВФ «Урожай» ім. Бузницького, бригадир |
| 3                                                       | Бойко Віталій Костянтинович      | 04.11.2010            | вища               | позапартійний                                 | с. Шандра Св. Михайл. церква, священик         |
| 4                                                       | Плюта Катерина Іванівна          | 04.11.2010            | середня спеціальна | позапартійна                                  | тимчасово не працює                            |
| 8                                                       | Семенюк Сергій Вікторович        | 04.11.2010            | середня спеціальна | позапартійний                                 | тимчасово не працює                            |
| 9                                                       | Ополонець Микола Васильович      | 04.11.2010            | середня спеціальна | позапартійний                                 | ФГ «Світанок», голова                          |
| 10                                                      | Войтенко Катерина Володимирівна  | 04.11.2010            | середня спеціальна | позапартійна                                  | тимчасово не працює                            |
| 12                                                      | Токарчук Віктор Леонідович       | 04.11.2010            | середня            | позапартійний                                 | Шандрівська сільська амбулаторія, кочегар      |
| 14                                                      | Вихор Вадим Станіславович        | 04.11.2010            | середня            | позапартійний                                 | ФГ с. Шандра, фермер                           |
| 16                                                      | Немлій Олена Петрівна            | 04.11.2010            | середня            | позапартійна                                  | АТП ЗАТ НВФ «Урожай», сторож                   |